# كين شيمورا
كين شيمورا (باليابانية: 志村けん؛ بالكانا: しむら けん) اسمه الحقيقي هو ياسونوري شيمورا (باليابانية: 志村 康徳) مغني ومذيع ومؤدي صوت وتارينتو وممثل ياباني، ولد في 20 فبراير 1950 في هيغاشيموراياما في اليابان.
بدأ مسيرته الفنّية مساعدًا لفرقة الكوميديا "ذا دريفترز" بقيادة تشوسوكي إيكاريا. انضمَّ في عام 1974 إلى الفرقة ليحل محل تشو أراي. ظهر كعضو في الفرقة في برامج كوميدية شهيرة حازت على شعبية كبيرة في السبعينيات والثمانينيات. حقق برنامج "هاشيجي دايو! زينين-شوجو" أعلى نسبة مشاهدة بلغت 50.5%، ووصل برنامج "ذا دريفترز دايباكوشو" (ドリフ大爆笑) إلى نسبة مشاهدة 40.4%. جعلته هذه البرامج مشهورًا على مستوى البلاد. بعد انتهاء برنامج "هاشيجي دايو!" في عام 1985، بدأ العمل بشكل مستقل أيضًا. ظهر في برامج مثل "كاتو-تشان كين-تشان جوكيجن تي في" (加トちゃんケンちゃんごきげんテレビ) مع زميله في الفرقة تشا كاتو، و"شيمورا كين نو دايجوبودا" (志村けんのだいじょうぶだぁ) و"شيمورا كين نو باكا تونو-ساما" (志村けんのバカ殿様)، حيث جسَّد شخصيات مثل "باكا تونو-ساما" (バカ殿様، السيد الغبي) و"هين نا أوجي-سان" (変なおじさん، الرجل العجوز الغريب). أصبحت هذه الشخصيات ذات شعبية كبيرة عند اليابانيين.

## المسيرة الفنية
اكتسب شيمورا شهرة في عام 1974 عندما حلّ محل شو آراي في فرقة الكوميديا الشهيرة "ذا دريفترز". بمساعدة أعضاء الفرقة الآخرين، تعلّم التمثيل وإضحاك الجمهور. ومع مرور الوقت، تجلّت موهبته في الكوميديا. من المشاهد المميزة لتلك الفترة رقصة الشارب، التي شارك فيها مع تشا كاتو، وأغنية "هيغاشيموراياما" التي تشير إلى مسقط رأسه.
شارك مع هذه الفرقة مع هذه الفرقة في البرنامج الأسبوعي "هاتشيجي دايو! زين إن شوغو!"، من عام 1974 إلى 1985، ووصل إلى نسبة مشاهدة تتراوح بين 40٪ و50٪ في أفضل أوقاته. بدءًا من عام 1977، شارك أيضًا في برنامج "دوريفو دايباكوشو" ("دوريفو، انفجار كبير من الضحك")، والذي كان عبارة عن مشاهد خاصة استمرت لمدة ساعة ونصف. 

## وفاته
توفي في 29 مارس 2020 إثر إصابته بمرض فيروس كورونا عن عمر ناهز 70 عامًا.

## وصلات خارجية
- الموقع الرسمي
- كين شيمورا على موقع IMDb (الإنجليزية)
- كين شيمورا على موقع روتن توميتوز (الإنجليزية)
- كين شيمورا على موقع ميوزك برينز (الإنجليزية)
- كين شيمورا على موقع أول موفي (الإنجليزية)
- كين شيمورا على موقع قاعدة بيانات الفيلم (الإنجليزية)
- كين شيمورا على موقع ليتربوكسد (الإنجليزية)
- كين شيمورا على موقع كينوبويسك (الروسية)